# Kamenec u Poličky
Obec Kamenec u Poličky se nachází v okrese Svitavy v Pardubickém kraji. Žije zde 636 obyvatel.

## Poloha
Kamenec u Poličky leží na severovýchodním okraji Českomoravské vysočiny mezi městem Poličkou a obcí Sádek. Hlavní část obce leží v údolí Bílého potoka kolem silnice III. třídy č. 353 v nadmořské výšce 550 m n. m., samostatně 2 km na jih se rozkládá nejvýše položená část obce - osada Jelínek s nadmořskou výškou 654 m n. m.
Severním okrajem katastru obce prochází železniční trať číslo 261 z Poličky do Žďárce u Skutče a silnice I. třídy č. 34.

## Historie
První písemná zmínka o obci pochází z roku 1557.
Ke dni 31. prosince 2015 měla obec 541 obyvatel s průměrným věkem 39 let.[zdroj?] Rozloha obce je 803 ha. Je zde 164 domů, z toho 38 je využíváno k rekreačním účelům. V osadě Jelínek je 6 domů.

## Části obce
- Kamenec u Poličky
- Jelínek

## Galerie

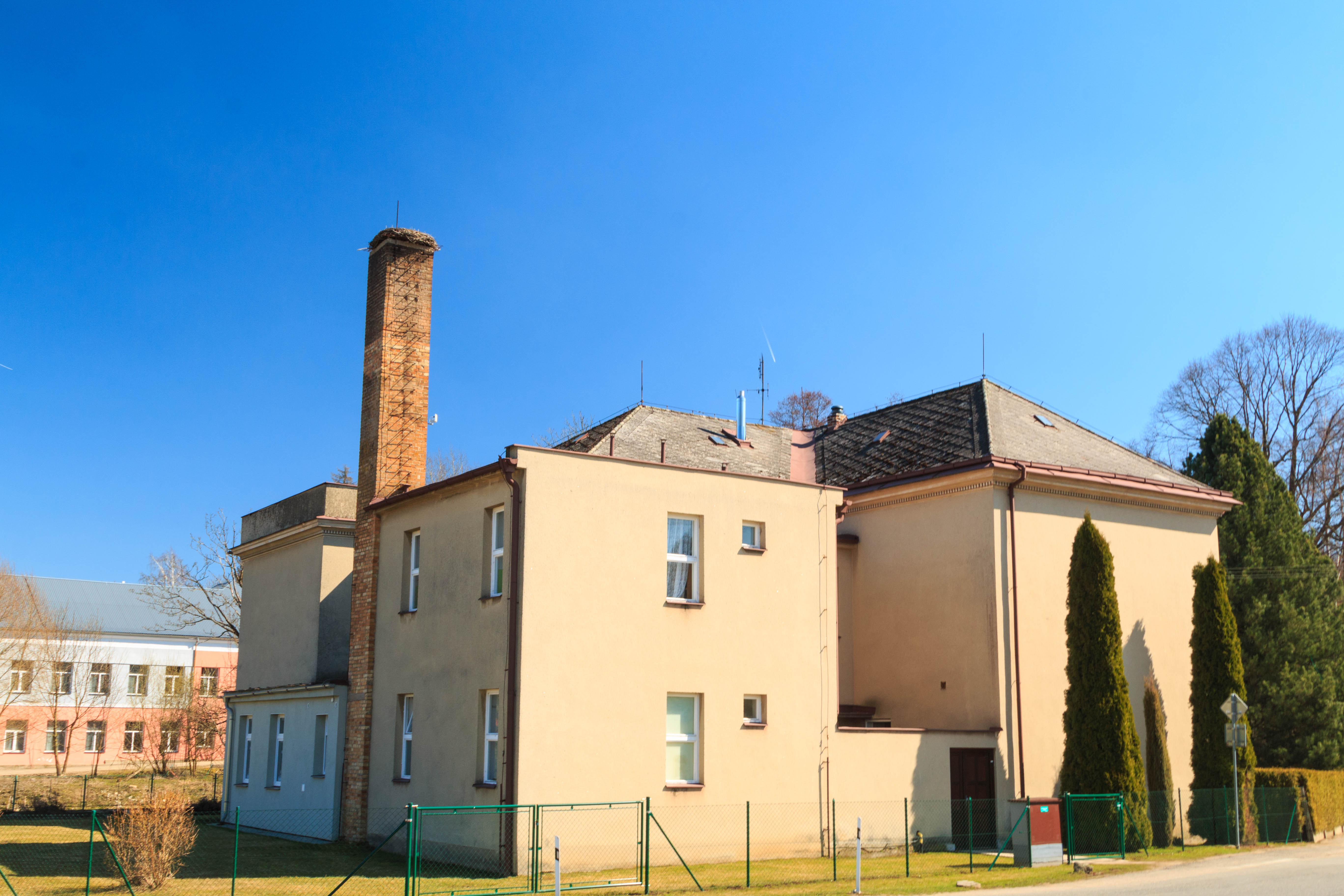
Kamenec u Poličky - škola
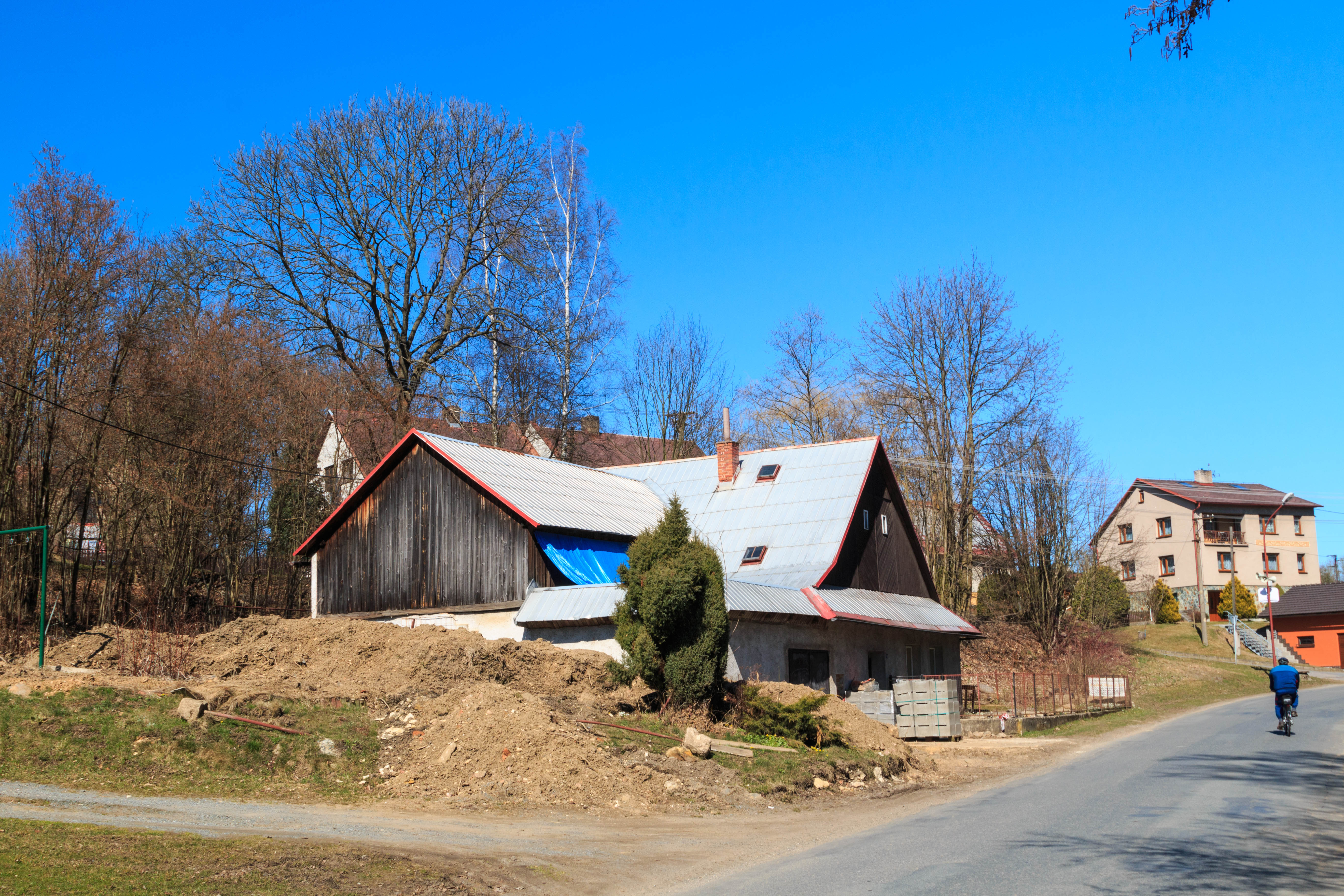
Kamenec u Poličky - dům čp. 80
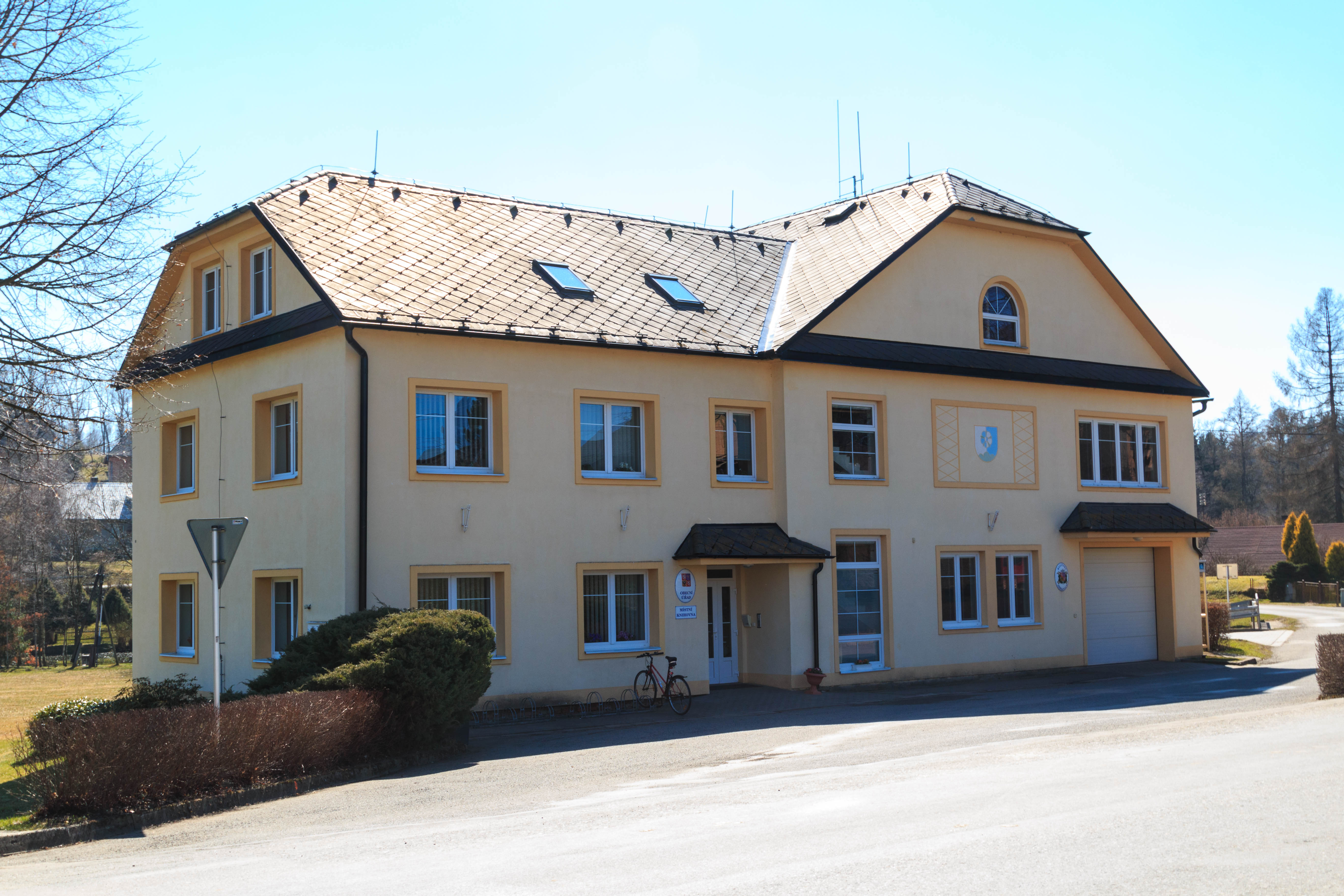
Kamenec u Poličky - obecní úřad
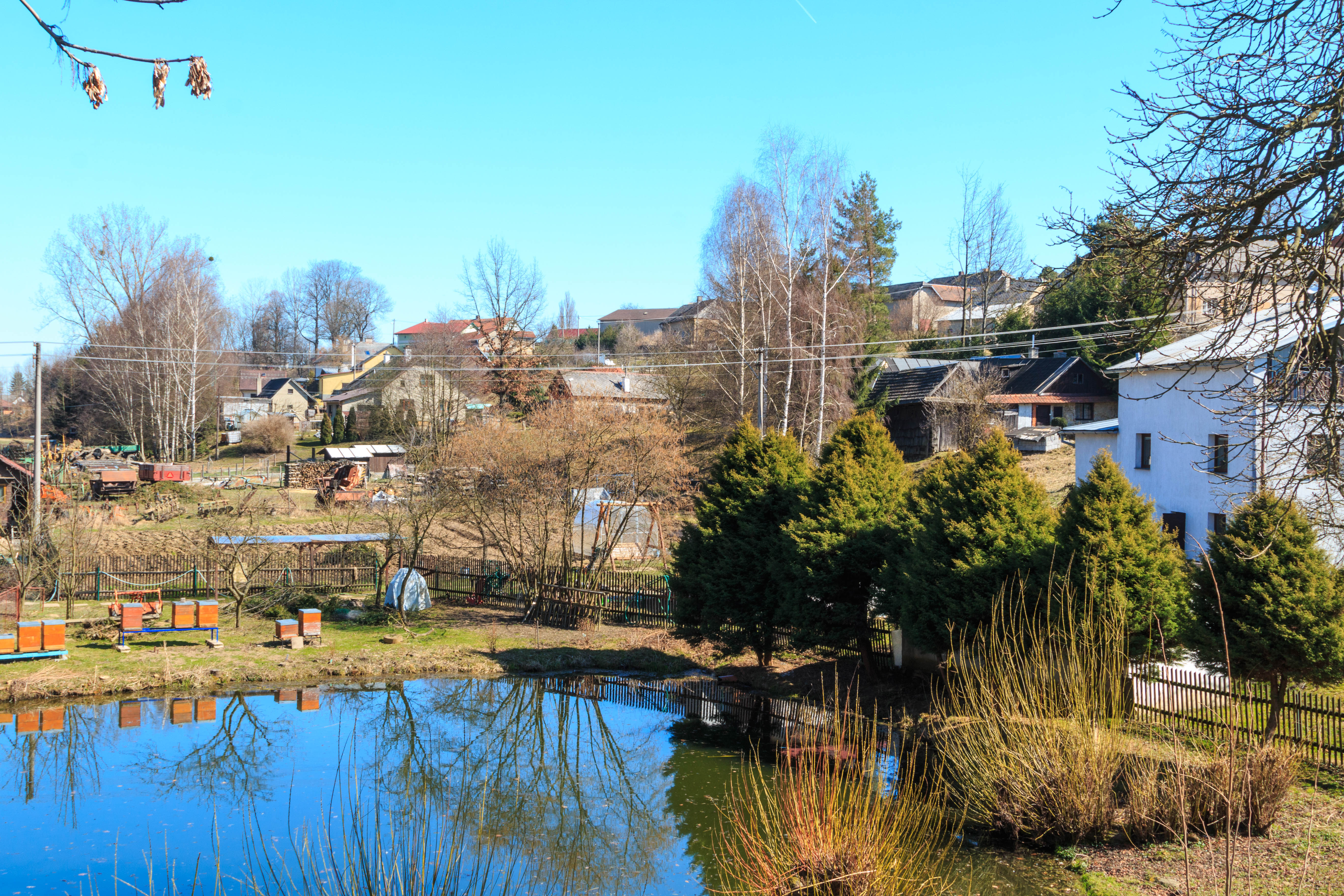
Kamenec u Poličky - návesní rybník